# Internazionale Torino
Internationale Torino – włoski klub piłkarski, założony w Turynie w 1891, jako pierwszy klub piłkarski we Włoszech. W 1900 klub połączył się z FC Torinese.

## Historia
Klub Internazionale Torino został założony w 1891 roku w Turynie, w wyniku połączenia dwóch najstarszych miejscowych klubów Torino Football & Cricket Club (założonego w 1887) i Nobili Torino (założonego w 1889 roku). Prezesem nowego klubu został książę Abruzzi. Na początku barwy klubu były granatowymi, zainspirowane kolorem bordowym Sheffield F.C., który jest uważany za najstarszy klub piłkarski na świecie. Granat wkrótce został zmieniony na rzecz czarno-białych pasów.
Jednym z pierwszych zarejestrowanych meczów towarzyskich włoskiego futbolu jest rozegrane 6 stycznia 1898 roku na genueńskim Campo di Ponte Carrega spotkanie pomiędzy reprezentację Turynu przedstawionych przez zawodników Internazionale Torino oraz FC Torinese a Genoa Athletic Club. Dzięki bramce markiza Johna Savage przedstawiciel Piemontu wygrał 1:0 ten mecz w obecności 212 widzów, z którego wpływy netto wynosiły w wysokości 284 funtów i 50 centów.
8 maja 1898 roku zespół startował w pierwszych mistrzostwach Włoch. Najpierw w półfinale zwyciężył 1:0 FC Torinese (był to pierwszy mecz mistrzostw Włoch), ale potem w finale dopiero w dogrywce doznał porażki 1:2 z Genoa AC. Wszystkie mecze zostały rozegrane 8 maja 1898 na Stadio Motovelodromo Umberto I w Turynie od godz. 9 do 17.
W II mistrzostwach Włoch zespół zaczął od drugiej rundy wygrywając 2:0 z Ginnastica Torino, ale w finale ponownie przegrał, tym razem z wynikiem 1:3 z Genoa AC. Mecz został zagrany 16 kwietnia 1899 na Stadio di Ponte Carrega w Genui.
W 1900 klub połączył się z FC Torinese, pozostając przy nazwie FC Torinese.

## Sukcesy

### Trofea międzynarodowe
Nie uczestniczył w rozgrywkach europejskich (stan na 31-05-2014).

### Trofea krajowe
| \| \| Zdobyte trofea w rozgrywkach Włoch (stan na: 1-01-2014) \| |                                                         |      |            |
| Rozgrywki                                                        | Osiągnięcie                                             | Razy | Sezon(y)   |
| · Mistrzostwo                                                    | I miejsce                                               | 0    |            |
| · Mistrzostwo                                                    | II miejsce                                              | 2    | 1898, 1899 |
| · Mistrzostwo                                                    | III miejsce                                             | 0    |            |
| · Puchar                                                         | zdobywca                                                | 0    |            |
| · Puchar                                                         | finalista                                               | 0    |            |
| II liga                                                          | I miejsce                                               | 0    |            |
| II liga                                                          | II miejsce                                              | 0    |            |
| II liga                                                          | III miejsce                                             | 0    |            |
| Włochy                                                           | Zdobyte trofea w rozgrywkach Włoch (stan na: 1-01-2014) |      |            |

## Stadion
Klub rozgrywał swoje mecze domowe na stadionie Campo di Piazza d'Armi w Turynie.